# Arcison
Der Arcison (im Oberlauf auch Ruisseau du Corail genannt) ist ein kleiner Fluss in Frankreich, der im Département Maine-et-Loire in der Region Pays de la Loire verläuft. Er entspringt an der Gemeindegrenze von Lys-Haut-Layon und Chemillé-en-Anjou, entwässert generell Richtung Nordost und mündet nach rund 17 Kilometern bei Thouarcé, im Gemeindegebiet von Bellevigne-en-Layon als rechter Nebenfluss in den Layon.

## Orte am Fluss
(Reihenfolge in Fließrichtung)
- Les Trois Poiriers, Gemeinde Lys-Haut-Layon
- Bail, Gemeinde Chemillé-en-Anjou
- Le Corail, Gemeinde Lys-Haut-Layon
- Les Roches, Gemeinde Lys-Haut-Layon
- La Guette, Gemeinde Chemillé-en-Anjou
- Les Marchais, Gemeinde Bellevigne-en-Layon
- Le Moulin de Sourdigné, Gemeinde Chemillé-en-Anjou
- Mâchelles, Gemeinde Bellevigne-en-Layon
- Faveraye, Gemeinde Bellevigne-en-Layon